# Atanasio G. Saravia
Atanasio González Sarabia Aragón (Victoria de Durango, Durango; 9 de junio de 1888-Ciudad de México, 11 de mayo de 1969), conocido como Atanasio G. Saravia, fue un historiador, banquero y académico mexicano.

## Académico

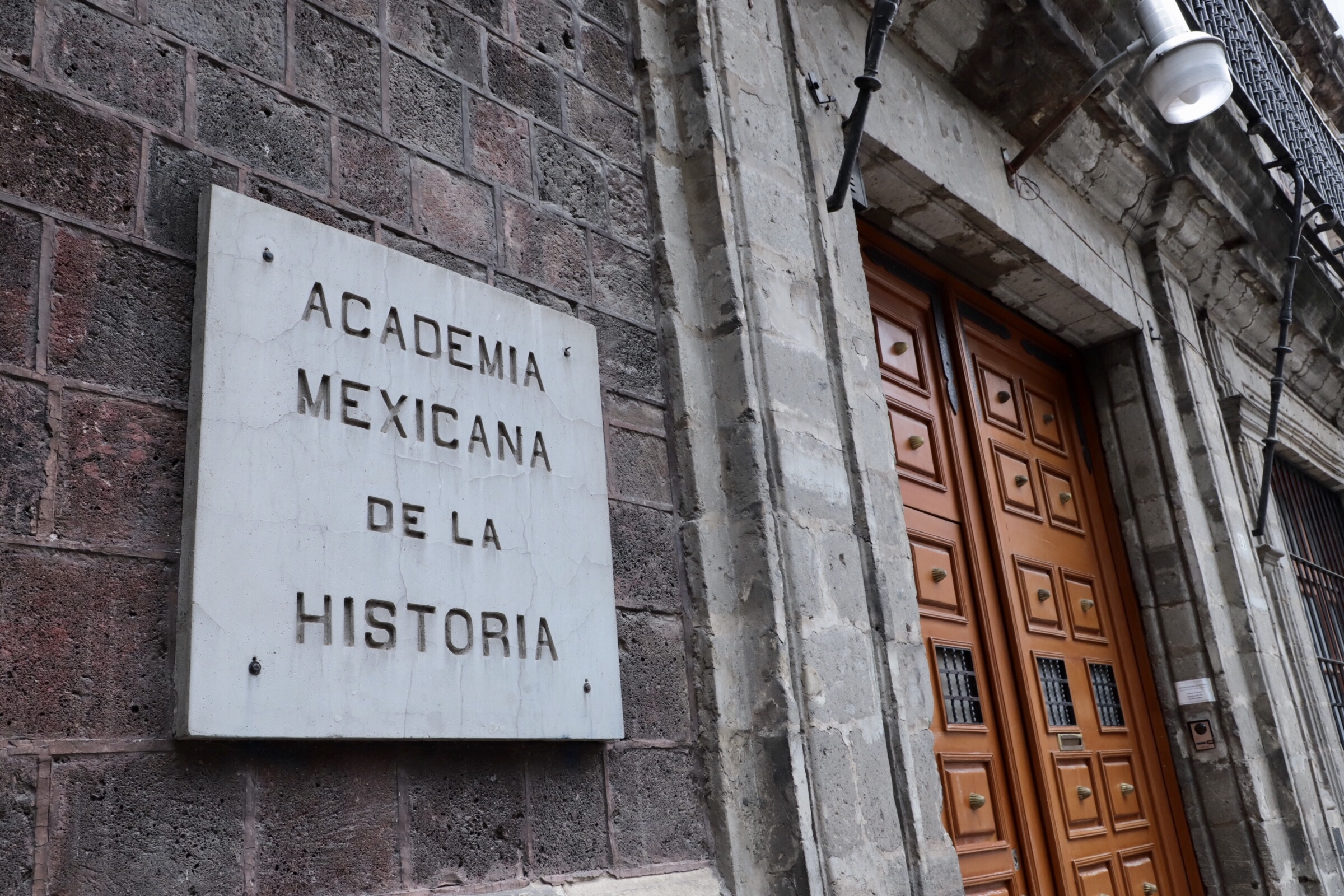
Fachada de la Academia, donada por el Banco Nacional de México a instancias del Sr. Saravia

Fue miembro de la Academia Mexicana de la Historia, ocupó el sillón 17 de 1920 a 1959, y fue director de la Academia de 1941 a 1959. Debido a que el palacio de los Condes de Rábago estaba en malas condiciones y el Banco Nacional de México necesita el terreno para construir un edificio, logró que la institución donara a la Academia la fachada y la parte útil de la construcción, que fueron trasladadas piedra por piedra a su actual ubicación en la plaza Carlos Pacheco, en el Centro Histórico de la CDMX. Sus investigaciones se centraron en la Nueva Vizcaya.
En su honor, el mismo banco, institución en la que prestó sus servicios muchos años, y de la que fue subdirector,y director en 1959, a través de Fomento Cultural Banamex,  otorga el premio "Atanasio G. Saravia" de Historia Regional Mexicana, en reconocimiento a las personas que se dedican al estudio de Historia Regional.

## Obras
Publicó treinta y un libros, numerosos estudios, ensayos y diversos escritos; entre sus obras destacan:
- Los misioneros muertos en el Norte de la Nueva España (1920)
- Apuntes para la historia de la Nueva Vizcaya tres volúmenes (1940-1941-1956)
- ¡Viva Madero!
- Cuatro siglos de la vida de una hacienda